# 世紀末リーダー伝たけし!
『世紀末リーダー伝たけし!』（せいきまつリーダーでんたけし!）は、島袋光年による日本の漫画。

## 概要
リーダー的存在の主人公「たけし」と、様々なキャラクターが繰り広げる少年漫画。連載当初は1話読み切り形式の「ハートフルギャグコメディ漫画」であったが、中盤からはシリアスなバトル編とギャグ編を交互に繰り返していく構成となっていった。タイトルに「世紀末」とあるが、連載は21世紀に入っても続き、作中でもネタにされている。
1997年より『週刊少年ジャンプ』（集英社）にて連載開始。2001年に第46回小学館漫画賞を受賞。1998年の「ジャンプ・スーパー・アニメツアー」にてアニメを製作（正確には、前身作品である読み切り3作品を原作とする）、ビデオは応募者全員サービスで配られた。
2002年8月、島袋が女子高生との援助交際により逮捕されたことを理由に連載が打ち切られ、同年9月発売予定であった最新刊も発売中止となり、既刊の単行本全巻も絶版となった。なお、逮捕当時の『週刊少年ジャンプ』本誌には編集部より読者へのお詫びの旨が載せられた。その後、島袋は漫画家活動を自粛し2004年に同じ集英社の青年誌『スーパージャンプ』で復帰、「たけし」の単行本も「世紀末リーダー伝たけし! ワイド判」として再刊。2005年6月に『スーパージャンプ』にて『世紀末リーダー伝たけし! 完結編』のタイトルで連載を再開し、同年11月に完結した。
連載に先立ってジャンプ本誌に掲載された読切は、島袋の初期作品と併せて『世紀末リーダー外伝たけし!』（ジャンプ・コミックス）として発売された。本作の連載終了後、同じ島袋作『トリコ』において、本作のキャラがモブ出演している。『トリコ』本編においても、それもネタになっている。
後に集英社ジャンプリミックスも発売している。

## あらすじ
中年男性と見紛うほどの風貌と驚異的な肉体能力をもつ少年たけしは、尊敬する亡き父「ヒロシ」のように立派なリーダー的存在を目指している小学1年生。いくつもの転校を経てポッポ小学校の1年2組に編入してきたたけしは、学校の内外で起こるさまざまなトラブルや揉め事を、その力と人柄をもって解決していく。

### リーダーの証編
友人の元気が通う「リーダー道場」を怪しんで乗り込んだたけし・ゴン蔵・天堂。
そこは考えた通り詐欺道場であったものの、かつてリーダー保育園に通っていたたけしの最大のライバルであるボンチューが師範として君臨していた。
力を信望し弱者を踏み敷くボンチューに、たけしの怒りが爆発する。

### へるスィー編
勉学の神を祭るポッポ神社に初詣にやってきたたけしと友人達だが、石段を駆けあがっていた小次郎を探すうちに、爪弾きにされ隅に追いやられていた健康の神へるスィーの生み出した怪物達と戦いを繰り広げることとなる。

### 野球編
全国三位の小学生野球チーム「マメマメタイガース」の8軍対1軍の野球試合に、8軍の助っ人として参戦したたけし達。はじめは圧倒的劣勢に立たされるが、その異常な能力と、精神力、野球への情熱に、徐々に1軍のチームワークが崩れ始める。

### マミー編
たけしは恩師であるえんチョーの誘いで、ポッポ町のリーダー的存在が一堂に会する「リーダー合宿」に出席する。その目的は町で暴れているギャングチーム「マミーファミリー」への対策を練ることだった。だがファミリーのボス・マミーはリーダー的存在の動きを嗅ぎつけており、既に刺客を送っていた。合宿に潜りこんだ「裏切り者」を探るうちに、たけし達はかつて最高のリーダー的存在と呼ばれたトニーがファミリーの一員になったことを知る。

### モービー編
たけしが朝起きると、小次郎が原因不明の病気で死んでいた。たけし達はへるスィーに助けを求めるが、小次郎の感染したウイルスは神の力を超越しておりどうすることもできなかった。小次郎を助けるには、ガッツのある生物しか生き残れないこの世の地獄「ガッツ島」の頂点に立つ究極生物・モービーの血を飲ませなければならない。へるスィーに貰った地図を頼りにガッツ島にたどり着いたたけし・ゴン蔵・馬場の前に現れたのは、シシカバという青年だった。同じくモービーの血を目指すシシカバと共に、たけし達はガッツ島の頂上を目指す。

### 魔黒編
ポッポ町で「世界最強コンビ決定戦」が開催されることになり、たけしとゴン蔵はチーム「ボス＋1」として参戦する。賞金を寄付するために参加したリーダーズ黄金世代をはじめとして懐かしい顔が次々と現れる中、ボス＋1は決勝戦まで勝ち上がる。時を同じくして、リーダーバッジ所有者が謎の集団に襲われバッジを強奪される事件が発生。唯一の手がかりは彼らが落としていった「魔黒」と書かれたカードのみ。そして決定戦に参加した謎のチーム「デビル・ブラック」が正体を現した時、会場は地獄へと変わった。

### リーだら病編
ある日突然死亡したたけし。その訃報はたけしの仲間たちに広く矢文で伝えられ、これまでの仲間たちが集結する。えんチョーよりたけしの死因が「リーダー的行動とそうでない行動の区別が付かなくなる」リーだら病であること、今は一時的に死んでいるだけで、後に暴走しながらの復活があることを知ったリーダー達は、たけしの脳に直接リーダー的行動を取るよう呼びかけようとする。「体内のあちこちに脳が移動する」たけしの特異な体質に対応するため、足マンの超能力で巨大化したたけしの体内へゴン蔵、馬場、月彦がアナルから突入する。

### 天界編
キムモーが河川敷で見つけた恐竜の卵。殻にヒビが入り、恐竜が生まれるかと思いきや出てきたのは何かの植物の芽だった。雲の上まで伸びていったその芽を登っていくと、たどり着いたのは雲の上に存在する天界だった。そこではカミナリ様になるための試験が行われており、たけし達は試験を受けに来た女戦士モンモンと出会う。共に試験を受けることにしたたけし達は、その過程でモンモンの真の目的や、雷神の持つ闇に直面する。これまでのシリーズよりバトルの割合が薄く、バトル要員ではないエージとキムモーもメインキャラクターとして登場する。

### バーバリアン編
安藤仁一の出所が、悪逆非道のチームバーバリアンの再始動を告げる。リーダー達は直ちにバーバリアンに対抗するための体勢を整えようとするが、安藤仁一は出所したその日のうちに馬場や京介を倒し、ボンチューとも火花を散らせる。えんチョーやたけしのおばあちゃん達は復活したバーバリアンを調べ、戦う最中にかつて死亡したはずのたけしの父・ヒロシの影をバーバリアンの内部に見つける。一方たけしは、謎の胸の痛みにこれまでにない苦しさを感じていた。ボンチューの妹の死や馬場の頬についた火傷痕、マミーの顔の傷など、メインキャラクター達の過去が明らかになる「たけし」長編シリーズの最終章。

## 登場キャラクター一覧
※声は1998年にアニメツアーで製作されたアニメ作品のもの。

### メインキャラクター

#### たけしとたけしの家族
たけし
声 - 長島雄一（現・チョー）
リーダー的存在。血液型O型。外見は子供の域を超えており、小学1年生にしてすでに下の毛・胸毛・ヒゲが生え揃っている。リーダー養成施設「リーダー保育園」で一番リーダー的だった者に贈呈される「リーダーバッジ」を肌身離さず付けている。8回もの転校を経て、ポッポ小1年2組に転入した。
特技は早食い早グソと運動全般。特に運動能力は凄まじく、生後2日で二足で歩く、生後3日で開脚前転をマスターするなど、人間離れした才能を持つ。妙な言動や釣り合わない単位を使うことが多い（例：「住めば親子（住めば都）」「オレはまだ、3cmの力しか出してない気分だ」自己紹介をする際「俺はこういう感じだ！」と筋肉を見せ付けるなど）。授業は、居眠りが多いゴン蔵とは違って一応しっかり受けているが、テストの成績は最悪でノートの取り方もエキセントリックなため通知表はゴン蔵以下である。しかし本人は気にも留めていない。語尾に「さ～」と付ける。
リーダー的「気」を溜める事によって、決め技である「リーダー的パンチ」や、異常に小さく遅いエネルギー砲「リーダー波」（かめはめ波のもじり）を始めとする数多くの技を使うことができる。例として、腕や脚などの筋肉を膨張させ、相手を威嚇すると同時に力を増す「リーダーお肉」、ただ睨むだけの技「リーダーにらみ」、本人曰く虫すら魅了する「リーダー魅せ」、とても低く良い声を出す「リーダー声（ボイス）」等がある。また、怒りが7万ボルトを超えると髪が逆立ち「スーパーたけし」に変身する。シリーズによってはその他様々な形態になることも多い。
幼少時代に偉大なリーダー的存在だった父・ヒロシを亡くし、その遺言「最も大切なのは人間の心だ」という言葉を受けて、「父ちゃんの夢を叶える」ためリーダー的存在になることを志した。
人の名前を間違えることが多い。一例を挙げると天堂を「てんどん」と呼んだりマメマメタイガースのつよしを「さとし」（間違えたのは一回だけ）、谷光を「関根つとむ」、リーダー道場のゴーレムを「ゴーヒロミ」、エリーを「前園」、ノリオを「まさとし」、エロ・ジョフンを「ジョゼフ」、トップヘビーを「ドブルベイベー」と呼んだりなど。作者曰く、「わざとボケてやってるんだよ、絶対」らしい。更にまちがえていることを突っ込まれても呼び直さない。
バーバリアン編にてバッジの与える「絶望」の洗礼を受け、新たな「リーダーマスター」（後述）に覚醒する。自分の両目を犠牲にしながらも安藤を倒した。全てが終わった後、バッジの生命エネルギーを使って仲間たちと安藤を復活させ、残りのエネルギーを世界中で人知れず泣いている子ども達に与え、リーダーマスターの力を失った。
ヒロシ
声 - 井上和彦
たけしの父親。リーダーバッジ取得者。職業は普通のサラリーマンだったが、周囲の人物からは「リーダー」として慕われていたという。だが本人は、「たけしのいる世界では平等な判断は出来ない」ことから、もう自分はリーダーではないと語っていた。
たけしが3歳の時、酔っ払いの喧嘩の仲裁に入り誤って腹部を刺されて死亡したとされていた。後に、安藤仁一からたけしと夏絵を守るために自殺したことが判明する。その後、安藤からたけしと夏絵を守るためにバッジの力で生きた屍となるが、安藤にコピーされC8にされてしまった。たけしのおばあちゃん、リーダーマスターの力を得たたけしに次ぐ戦闘能力を持ち、C7の姿の安藤を単独で打ち負かし、遺体をC8として利用された際や安藤が彼の姿でたけしのおばあちゃんとたけしと戦った時には互角以上に渡り合った。
読み切り版でも登場したが、死に際に遺した言葉は「悪事は見逃せ。自分を大事にしろ。」と全く正反対だった。
夏絵
たけしの母親。ヒロシを亡くしてから、女手一つでたけしを育てている。仕事で忙しい毎日を送っているため家にいないことが多い。
小次郎
たけしのペットである「リーダー犬」。体が丸く耳が垂れていて、手足が非常に短い。「やん」と鳴く。メロンパンが大好物（というか、メロンパンしか食べない）。
その正体は犬ではなく、「ヤンヤン族」という種族の仲間であった。元々は人里離れた「ヤンヤン谷」という所に住んでいたが、トップヘビー騒動を受けて人間界に脱出させられる。が、その際ヤンヤン族の「じーじ」のミスで頭を強打して記憶喪失となる（その後じーじと再会してヤンヤン谷に帰っても、全く記憶は蘇らなかった）。ヤンヤン族の主食である「ヤンヤンの実」は形状がメロンパンに酷似しており、小次郎がメロンパンしか食べないのはそのせいである。ヤンヤン族としての本名は「ヤヤヤンヤヤーヤンヤヤヤヤンヤヤヤヤンーヤヤヤヤヤンヤンヤ・のぶたか」だが、本人はこの名前を激しく嫌がっている。また、「ヤンヤン砲」という光弾を口から放つ必殺技も持つ。
じーじに逃されてからは放浪を続けた後ダンディー協会にたまたま拾われ、「ミスターダンディーコンテスト97」の2位賞品としてたけしのペットとなる。だが「2位のおまけ扱い」された事で、みつるのペットである優勝賞品のダンディー犬・ダンディーくんをライバル視している。
たけしのおばあちゃん
たけしの父方の祖母。血液型O型。現在は外国中を飛び回り、様々な奉仕活動を行っている。本作の最強キャラだが、本名は不明（正式な名前は決まっていないため）。第1期リーダーバッジ取得者であり、リーダー保育園と関連した組織「リーダー本部」の最高ヘッドでもある。当初よりリーダーバッジは見せていないが、最終章のバーバリアン編ではリーダーバッジを着けていた。
彼女に並ぶ実力を持っているのはリーダーマスターの力を受け継いだたけしと、そのたけしの姿をコピーした安藤仁一（C0）のみである。
高齢だが、「新幹線より早く歩く」「3分の力でトラックを空の彼方まで投げ飛ばす」「ガッツは231000である」などが確認されている（正式に確認された負けは、バーバリアン編でのヒロシに変身した安藤戦だけ）。霊能力を使うことができ、少なくとも生きた人間に死者を憑依させることができることが確認されている。たけし同様、おばあちゃんもみつるを「みちる」、エージを「やーじ」と相手の名前を間違えて呼んでいた。

#### ポッポ小学校関係者
小林 英二（エージ）
1年2組生徒。血液型O型。この漫画では貴重なツッコミ役。色白でトマトが嫌い。元々いじめられっ子だったが、その時助けてくれたゴン蔵とは幼馴染みの親友で、彼を「ゴンちゃん」と呼び慕っている。普段からゴン蔵と行動を共にする。たけしとゴン蔵が仲良くすることを望んでいる。好奇心旺盛なオカルトマニアで、魔物や幽霊、宇宙人などが絡むと、身の危険が迫っても「ワクワクする」と楽しむことがしばしばである。めぐみという高校生の姉がいる。物語中盤から長編シリーズ展開が増えたこともあり、天堂やみつるや元気などの初期からのレギュラー陣の出番が減少していったが、エージだけはたけしやゴン蔵と一緒にいることが一番多く、長編シリーズでも序盤には出番があるなど、非戦闘キャラクターの中では頻繁に登場した。
魔黒編ではレッドによって石化され、食べられて一度死亡したことがあるがその後にブラックが残した生命エネルギーにより生き返っている。
天界編ではたけし達と同行したが、主にツッコミ要員として活躍し、バトルには参加しなかった。
ゴン蔵
ボス的存在。血液型B型。1年2組生徒で、たけしのクラスメイト。お化け屋敷や心霊スポットや絶叫マシーンを怖がる小心者である。鼻の下にチョビ髭は、実は付け髭。天然パーマのアフロヘアーがチャームポイント。エージとは幼馴染みで、エージがイジメられているところを助けた縁で最初の友達となった。その時は天然パーマではなく坊主頭だった。
得意技は、たけしと同系統の決め技「ボスパンチ」、パンチを連続で繰り出す「ボス連射」、ただ我慢するだけの「ボスがまん」（ただし涙は出る）、マグマの温度にも耐える「ボスやせがまん」、父親直伝の技でアフロに隠した暗器（ロケットパンチ）を射出する「ボスロケット」等がある。
自分の立場を奪った（と勝手に思い込んでいる）たけしを極端にライバル視しており、たけしより強いと自己主張する。スーパーたけしには完全に勝てないものの、終盤のイベント大会で通常時のたけしと戦った時は互角に渡り合った。何だかんだでたけしの事は大事に思っているらしい。戦闘力を持ったメインキャラクターということもありマミー編やバーバリアン編などを除くとほとんどの戦闘に参加している。
たけしのペットである小次郎が大好きだが、小次郎からは嫌われている。ペットに大型犬のボッスィー（後述）を飼っている。また元気に対してはいじめに近い言動をすることが多く、自転車に乗れなかったり音痴だったりする彼を何かとバカにする。しかし実際は自分も音痴で自転車にも乗れず「ボス号」という三輪車らしからぬ三輪車に乗っている。
唯一自分を友達として接してくれるエージを誰よりも大切に思っており、魔黒編でエージが目の前でレッドに殺されたときは怒りを露にした（エージが生き返ってもまたレッドに向かってくるほど執念深く、結局は返り討ちに遭っている）。また、唯一の子分に幼稚園児の丸山文太がいる。
人気投票では結果を見るたびに文句を言っては周りに当たり散らす（特に1回目ではそれが顕著でたけしが1位なことに納得しなかったり、しまぶーが5位でおばけが10位に入っていることにも文句を言うなど）。「6位のやつが1位」という珍妙な人気投票では見事(？)6位となったが、前回投票より順位が落ちまくりで泣きながら笑う複雑な表情を浮かべていた。
「リーダー的マンガ日本昔ばなし」というシリーズでは、度々主役を演じている。
一応普通の小学1年生であり、リーダー的存在ではないがその戦闘力は常人の域を抜けており、マミー編やバーバリアン編以外の長編全てに参戦し、戦果を上げている。戦闘力が描写されるシーンではリーダー達より一歩劣った数値に設定される。
名前のモデルは鬼瓦権造。
ゴン蔵母
ゴン蔵の母親。ボスライセンス取得者。とにかく肝っ玉。陶芸好き。
ガン蔵
ゴン蔵の父親。血液型B型。ボスライセンス取得者。自称「ゴン蔵のボス」であり、エージからは「大ボス」と呼ばれた。ボス修行が目的で旅に出ていたかと思われていたが実際には浮気が妻にばれて家を追い出されただけだった。アフロが巨大でさまざまな武器を隠し持っている。
ボッスィー
ゴン蔵家の犬。飼い主とは違って忠義なブルドッグ。可愛くないためゴン蔵からは邪険に扱われている。勘違い（というよりゴン蔵の説明不足？）から野良犬のポチと戦い、小次郎達を守ったことがある。
今井 みつる
声 - 小西寛子
初登場1巻。血液型A型。たけしが転校して来てから最初にできた友達。ポッポ小学校5年生の田淵ノリオ（まさとし）にいじめられているのを隠していた。顰蹙を買っても、クラスの男子から嫌われていた天堂を庇ったり、裏切られた「社長の息子」の最初の友達となったりと、人一倍心優しく純粋な心を持っている。
主役になるエピソードは多くないが、たけし・エージとともにポッポ小で起きる出来事にはほぼ必ず登場している。
両親が共働きの関係で、おばあちゃんっ子。ペットのダンディーくんを飼っている。
名前の由来はSOPHIAの松岡充。
天堂 貴史
初登場1巻。1年2組の級長。血液型A型。成績優秀・スポーツ万能、しかも女子の間でファンクラブが作られるほどの美形。太い眉毛が特徴。1年生のうちから家庭教師をつけて、6年生の勉強をしている。当初はリーダー的なたけしに反感を持っていて、「意味の無い事」が嫌いだと公言し、クラスメイトへの思いやりを微塵も持たない高慢な性格だったが、たけしに活を入れられて考えを改める。その後はたけし曰く「リーダー的」な性格となり、たけしとも友達になる。
幅広い知識を持っており、たけしが滅茶苦茶な放言をしたときはそっと訂正することが多い。作中では希少な、まっとうな知識と考え方の持ち主である。
たけしから「てんどん」という名前で呼ばれ、それ以後、読者や他のキャラまでてんどんと呼ぶようになる。また戦闘能力もそこそこ高いようで初期にリーダー道場にたけしと共に乗り込んだ際には道場の師範代を倒したり、ユンケルとの走力勝負でも実力で勝利した。以後は戦闘メンバーから離脱した。終盤では竜宮城で玉手箱に入っていた数多くのモンスターを倒している。
小泉 元気
初登場1巻。1年2組生徒。血液型A型。落ちこぼれ気味な少年で、クラスの中で一番運動が苦手で歌も音痴。リーダー的なたけしへの強い羨望から、リーダー道場の詐欺に引っかかってしまう。不得手なことには消極的な性格だったが、たけしの言葉とアシストによって苦手なことも努力し練習するようになった。音痴の一件ではゴン蔵からはいじめに近い言動を受けたが、ゴン蔵の方が成績はひどかった。
社長の息子
初登場4巻。血液型AB型。その名の通り、偉い社長の息子である。呼び名は通称であり、本名は不明。実は初期、教室後ろ側にその呼び名だけは出ている。「社長」と呼ばれることもある。家は大金持ちで、小遣いもかなりの額を貰っている。当初は「お金さえあれば何でもできる、友達だって出来る」と勘違いしており、それまで付き合っていた友達はお金目当てで友達のフリをしていたことに全く気づかず、みつる曰く「すごく可哀想」な存在だった。たけしによってその考えを改め、以後成金な言動は相変わらずだが友達を思いやるようになる。学校への登校の際は、（実家からとても近いにもかかわらず）高級車で送ってもらっている。お金を持っていても、強い中学生等のボディーガードを雇っているのでカツアゲ等はされないらしい。誕生日まで、たけしにデブだと気付かれていなかった。マメマメタイガース8軍スポンサー。
渡辺 由紀（ユキ）
初登場2巻。血液型AB型。たけしが認めるほど凄まじいスマイルをする。明るいがドジを踏むことが多く、それが原因で天堂に怪我を負わせてしまったことから、一時クーリン達天堂ファンの女子から反感を買ってしまったことも。たけしに好意を抱く。
栗原 麗子（クーリン）
初登場2巻。血液型A型。クラスで一番に天堂の事が大好き。もちろん彼女以外にも天堂ファンの女子がおり、ファンクラブが結成されている。クーリンが会員番号No.1である。「男は顔」タイプ。
下村 美久（ミク）
初登場2巻。血液型B型。クーリンとは違い、「男は金」タイプ（ただし社長の息子に対しては「あくまで人間の話、ブタじゃないわよ」と言い放った）お金命で、学級選挙でも「級長はいくらもらえるの?」と先生に訊いた。作者の初期作品である「凄絶!!タコス駅西口」に登場する下村美香（ゲッソン）の実妹で、一度だけ授業参観にゲッソンが登場した。
川上 奈々（ナナ）
声 - こおろぎさとみ
初登場6巻。血液型A型。本編では「マミー編」直前にようやく登場したが、「たけし」の読み切り時代からヒロイン役として登場していた。
最初にたけしと出会ったのが、1998年の夏。ポッポ町で行われた夏祭りで、母とはぐれ迷子になり、不審者にからまれていた所をたけしに助けられた。以後たけしに恋をする。その後、1999年に再び登場。ポッポ町に引越した為、ポッポ小学校に転校した。
3人兄弟らしいが、夏祭り時にはいなかった。兄弟はケンタと、名前が明かされていないもう1人の弟がいる。島袋曰く「（正真正銘の）ヒロイン」らしい。
足マン
初登場19巻。惑星アッシーから来た異星人。性別は不明。足がとてつもなく大きい。普段はおとなしくかぐわしくうるわしい性格だが、意地悪なことを言われ過ぎると死んでしまい、逆に褒められ過ぎると巨大化して暴れ回るといった、面倒臭い宇宙人。地球に初めて来た時、一瞬死に掛けたが、たけし達のお陰で救われた。他に特技で、頭に生えている毛を引っ張ると、未来・現在・過去が覗ける。また、他人を巨大化させることもできる。
宇宙船が故障し、しばらく地球にいる時の住処として、ついでにポッポ小学校の1年2組生徒になるために、校長と交渉する時に特殊能力を使った（校長はバレンタインの時にコンビニでチョコを馬鹿買いしている。他に20年後のみつるは介護師（Mr.ジャッジの介護をしていた）、エージは警察官、てんどんは医者、10年後のたけしは赤色の洗濯バサミになっていた）。
木村 孟洸（キムモー）
声 - 高木渉
初登場は連載前の読切版であるが、本編での登場は21巻と遅い（背景のわき役としては何度も登場している）。血液型A型。頂点周辺のみハゲのロンゲ（いわゆる落ち武者ヘアー）で、かなり嘘吐きである（例：自分はキムタクの弟、ロンドンブーツは152号までいる）。捨てレスラーを飼っている。生まれつき、人が嘘をついているかついていないかが分かる特殊能力を持っている。ハゲた原因はそういう能力を持ってしまった精神的なストレスからである。しかし、後に皆と打ち解け、準レギュラーとなった。
佐藤 香
声 - 寺田はるひ
初登場1巻。通称「かおり先生」。血液型B型。高校時代のエピソードで名前とその漢字表記が出た。年齢は29歳。たけしやゴン蔵を始めとする、問題児だらけの1年2組の担任。ジャニーズの狂信的な大ファン（球技大会の日にまで、TOKIOのコンサートに行こうとしていたが、自分のクラスが決勝戦に勝つまで戦ったため、結局行けずじまいだった）。校長の変態行為に悩まされていて、数度警察に突き出している。
キャメロン幸子
ポッポ小の音楽教師。血液型O型。中年のような外見をしているが、かおり先生と同い年。電車から自分と一緒に降りてきた人々をストーカーであると勘違いするなど、極端にうぬぼれた思い込みの激しい性格。本人曰く、武術や護身術の技術も有している。
「明らかに～～わよぉ」が口癖。
遊佐ゆらり
初登場19巻。ポッポ小学校の保健室の先生。血液型A型。本人いわく「癒し系」で、50年間保健の先生をやっているが、保健室が校舎から遠く離れた位置にあることから、元気を含め、未だ6人の生徒しか診たことがない。小学生の頃、ひざをすりむいた時に傷口からおっさんが出たらしい。
実は最強（ただし、ギャグ的エピソードの中で）。正式な登場を果たす回の一話前に初登場し、たけしのおばあちゃんを含めた魔界編までの登場人物たちによる大乱闘の中で唯一勝ち残っている。
教頭先生（横田守史）
初登場2巻。登場回数は非常に少ないが、ポッポ小教師陣の中では珍しい人格者で、温厚な性格。児童の髪染めなどを注意するのは二の次で、命の尊さなどを教えるほうが先決であると述べている。幼少期に第二次世界大戦を経験し、両親や愛犬を失う。校舎二階の広場で七年間金魚を飼っており、この金魚の飼育を「生きがい」としていたが、不良児童たちの悪戯によって殺され、以後はその金魚を埋めた土で植物を飼育している。白髪を黒く染めている。
校長
初登場1巻。ポッポ小学校の校長。血液型B型。最初は「絶好調な校長」や「絶校長」という名前（?）だった。かおり先生が好きということもあまり触れられていなかった。
悪趣味なサングラスをかけ、頭の両端に少ししか生えていないという独特のヘアスタイル。1年2組の担任であるかおり先生の事が好きで、日々ストーキングし、彼女の食器や家具、ベッド等を盗んで所持。かおり先生が高校時代には痴漢行為におよぶなど最低な教師にして、当作品最強の変態男。
趣味はエロビデオの鑑賞。かおり先生に出会うと、服を脱いで迫る。自称「トマトフェチ」であり、エージの恐れる「トマト日（給食にトマトが出る日）」を作ったのも彼である。学校での騒動の前フリは、大概彼による全校朝礼であり、いきなり生徒達を意味不明な放送（いきなりトルシエ・ジャパン！と叫んだり、ボボボーボ・ボーボボ！と言ったりなど）でグラウンドに呼び付け、異様に大き過ぎたり、細長過ぎたり、すごく小さかったりするマイクでまた意味不明な連絡を行う。よく「大したことではない」などと言っておきながら「もう、最悪の事態だ」というふうに翻す。

#### ボンチュー関係
ボンチュー
初登場1巻。たけしの保育園時代の級友。血液型AB型。小学生だが高校生にも劣らぬ容姿の持ち主。
実力は91期の中でも最強クラスであり、かつてたけしが唯一勝てなかった男。しかし人を信頼する心がないという理由からリーダーバッジはもらえなかった。
たけしが「スーパーたけし」になることで倒せるほどの強さで、作品の終盤においてはマミーとトニーを相手とした1対2で圧勝した。しかし直後にたけしの婆ちゃんには惨敗している（強い、と褒められはしている）。猫舌であることが欠点。金魚を飼うのが趣味。
初登場時は、「リーダー道場」という詐欺道場の師範をしていた。だが、自分から詐欺をする為に道場を開いたのではなく、師範代達がボンチューの強さを利用して、金儲けをするのが目的だった（たけしはこのことを見抜いており、師範代らも肯定している）。当初は狡猾な「三流悪役」の言動をしていたが、たけしとの戦いによって、武人の如き性格に変わっている。マミー編では、自信を慕う2人組あんどれかんどれが強襲されたことで敵討ちをしたり、月彦の妹を救助するなどといった優しい一面も見せた。
「メグ」という妹がいたが、彼の保育園の卒園式の日に家が火事になり、亡くなってしまう。妹が亡くなる前までは、乱暴者ではあったが、とても妹思いな性格だった。しかし彼女を守ることができなかった自分が許せず、強さのみを求める荒くれ者になってしまった。学校に通わず、ずっと滝に打たれる等の修行をしている。
「ボーンチュあぁー!!」等、「ボンチュー」という掛け声とともに攻撃を繰り出す。技には連続パンチの「ボボンチュウ」、上下ほぼ同時にくりだす攻撃「ボンチューダンス」、防御技「カーテン」などがある。
メグ
初登場2巻。ボンチューの妹。兄思いの優しい女の子で、周囲から疎外されがちだったボンチューを気にかけていた。
ボンチューの卒園式の日に、家が火事になり（後に放火と判明）焼死してしまう。その後、たけしの婆ちゃんの計らいによりコミックス21巻にてたけしの体に憑依して登場。1日だけボンチューと平穏なひと時を過ごした。
バンチュー
ボンチューとメグの父親（妻＝母親は不明）。血液型A型。ボンチューの戦闘能力は彼譲りである。火災事件で最愛の娘を失い、孤立した息子を残し失踪していた。「バーバリアン編」で姿を現す。亡きヒロシを尊敬していたようであり、たけしのおばあちゃんと共にヒロシの墓参りを済ませた後、命がけの敵討ちを決意する。実の息子であるボンチューとの絡みは皆無に等しく、バーバリアン編終盤の一コマで安藤への復讐を先取りしようとするときのみの味気ない会話しか描写されていない。たけしのおばあちゃんが中2の時にコンビを組んでいた桜場くんという人物の妹がコロンビアで彼の親の「ランチュー」という人物に出会っている。
あんどれ＆かんどれ
声 - 大友龍三郎（あんどれ）、梁田清之（かんどれ）
初登場1巻。ボンチューの弟子。
2人合わせて「あんどれかんどれ」。
あんどれは、モヒカン頭がチャームポイントで、見た目は怖いが根は優しい。ボンチューの過去を知っており、ボンチュー敗北寸前の際には回想と共にその力を信じ続け、敗北後もボンチューの強さを称えた。血液型A型。
かんどれは、歯が数本抜けている。かんどれの歯はシンナーの吸いすぎによるものではなく、ただの虫歯。実はかなり金持ちらしい。血液型不明。初登場時、自身を「あんどれ」と名乗り、訂正されてから「かんどれ」と名乗った。
リーダー道場編では、省かれているものの初登場時にはゴン蔵と互角の戦いを繰り広げた。
マミー編ではダムーの爪にズタズタにされてしまうが、そのことがボンチューの逆鱗に触れ、リーダー達の戦いに彼を参入させるきっかけとなった。
「世界最強コンビ決定戦」では、「ゲーセンボーイズ」というコンビ名で参加した。
第1回の人気投票では、あんどれは数少ない票数であったが、かんどれに至っては0票だった。
読み切り第一回では様々な悪事に手を染める不良の上級生として登場し、一度はたけしをボコボコにしたが、最終的にはみつるをいじめていることを知ったたけしに一撃で倒されながらも、その熱い拳に感動している。

#### その他の人物
Mr.ジャッジ
初登場2巻。自分が国際A級審判をしている夢を見た、という理由で、たけしの周りで起こる数々の勝負の審判をする謎の人物。「～ぜ」が口癖。ポッポ町夏祭りでは金魚すくいの出店をやっていたが、明らかに金魚ではない巨大な魚をとても小さなお椀で、しかもすくう道具が箸一本、さらに小さいお椀の中に入れなければいけないという最悪な金魚すくいだった。どうやら詐欺師だったらしく、作中幾度か指名手配され、原作後半で密かに逮捕されていた。ただし最終回には野球の審判として登場。
放送委員長
初登場3巻。血液型A型。球技大会等、様々な大会ものでは必ず登場する司会担当。毎回、様々な特別ゲストを招いて実況中継や解説、司会進行をする（いつものアナウンサーと言われたことも）。彼のゲストは全てボケ役で、強烈なツッコミをする。時折、激しい言葉で出場者や選手を指示・解説する。目標にしている司会は三遊亭圓楽。彼と、あらゆる意味で酷似している人物がいる。修学旅行の班決めなどでいつも彼1人余るらしい。
サンタのおっちゃん
初登場3巻。血液型O型。かつてポッポ町のサンタクロースを務めていたが、プレゼントを配っている時に、たけしに顔を見られてしまったため、1997年でサンタをクビになった。その後、ピザの配達や引越しの仕事に転職するが、1999年のクリスマスイブに、カール町のサンタのイボ痔が潰れてしまい、サンタ職に復帰。関西弁を話す。島袋のお気に入りらしい。
ハサミの源
初登場4巻。ポッポ町にある理髪店「髪王（ヘアキング）」の店長をしている。通称「源さん」。弟子として「三吉」がそこで働いている。たけしやゴン蔵達も、そこで散髪してもらっている。かつてカリスマ美容師として日本中を旅していた「ゴロー林」は、元々源さんの弟子だった。あまり人気がなくミクからグラサンハゲと呼ばれた。
しまぶー
初登場1巻。本作の作者。序盤は欄外のたけしの技などの解説として登場したが、ほどなくして「レストランしまぶー」のコックとして登場してからは、出番が増加（作者としても認知されている）。彼メインの話もあり、第1、第2回の人気投票で５位、第3回ではたけし達を抑え1位得票を集めた。作者曰く、しまぶーが出た方がネームが書きやすいらしい。いつもは「しまぶー」と呼ばれているが、第2回人気投票中では「しまぶく」と言われていた。2001年の正月まで、エージと顔が似ている事に気付かなかった。自分をコックキャラにした理由は「サンジが好きだから」。しかし途中からコックキャラのことは忘れ、普通に漫画家として登場するようになった。仮にも作者であるが、よく登場人物と揉めたりボンチューに殴られたりしている。

### へるスィー編
へるスィー
初登場3巻。血液型不明。健康の神。髪と鼻毛が非常に長く、顔がたけしにそっくりである。健康の神なので、もちろん健康。不死身で、いくら攻撃されても死なない。ある理由で学問の神を逆恨みしていると言われている。健康に気を使わない人が嫌い。鼻毛で髪を結わえると「戦闘モード」になる。「戦闘モード」になると、暴れ出して誰にも止められなくなる。不死身なのにもかかわらず、子供と遊び過ぎて腰を痛めたり、密かに生命保険（アリコジャパン）に加入していたりする。
側近は、「サムソン」と「ユンケル」。2人にも、ニキビや虫歯が出来ると怒る。サムソンがヅラだと判明した時も激怒した。
特技に「へるスィー眼（アイ）」と「スペシャルへるスィー音頭」が登場。前者は特定の人物の健康レベルを計ることができ、その結果、たけしの健康さは神の域であると判明。また、レベルを10にすると、他の人間でも見えるほどにターゲットの体の内部を透けさせることができる。後者は瀕死の者の生命力を寸前の所で維持することができる踊り。だが、へるスィー自身の体力を著しく消耗させるため、時折のハーフタイムが必要（ガッツ島編では、3話目以降ノンストップで踊り続けていたため、編のラストで死に掛けた）。
サムソン
初登場3巻。へるスィーの側近。血液型A型。健康とは「力」のことであるというのが信条で、そのパワーは健康神社を遥かに超えるサイズの大岩を持ち上げるほど。実は頭がハゲているのだが、へるスィーに知られれば殺される危険性もあるということで、ヅラを着用して隠している（結局はばれてしまったのだがその後も側近を続けている事から許された模様）。野菜が嫌いで、肉が大好物。へるスィーに、「ハゲでも許すけど、野菜は食わなきゃブッ殺す!!」と履歴書で脅迫されている。
ユンケル
初登場3巻。同じくへるスィーの側近。血液型AB型。ブロンドのイケメン。中学生の時は、メガネでデブで暗くてデブでトロくてめっちゃデブであったため、皆に嫌われていた（本人はスポーツ音痴でメガネだから嫌われているのかと思っていたが、実際はデブだから嫌われていた）。その後、へるスィーとの出会いをきっかけに努力を始め、理想の自分を手に入れた。ベジタリアン。デブから脱出した今でもゲームや漫画が好きなインドア派（というかオタク）。へるスィーに、「もっと外で遊ばないとゲームのデータ消すぞ!!」と履歴書で脅迫されている。

#### 怪物たち
へるスィーの分身とされ、健康神社までの道程などに多く存在する。
巨大な頭だけのものはたけしを一飲みにしてしまった他、額や頬から先端の鋭利な鞭状の触手を伸ばせる。
「イケて～る」という全身がぶよぶよで透明化の能力があるものもおり、こちらはサメやピラニア、グッピーを同じ池に飼っている。

### リーダー保育園の仲間たち
えんチョー
リーダー保育園の園長先生。血液型O型。常にニット帽を被っており、その帽子のラインに沿った形で頭が禿げている。たけしの父・ヒロシとは同級生であり、えんチョーの付けているリーダーバッジはもともとヒロシのものである。
マミー編以降、トニーを引き取り一緒に暮らしている。レシピ本を出版できるレベルで料理が得意らしい。
坂本月彦
初登場6巻。リーダー保育園91期卒。ハト小学校リーダー的存在。通称「月」。血液型A型。
リーダーズの中でも一番の思いやりの持ち主で、仲間からの信頼も厚い。ミヤ曰く「たけしの次にバッジに近かった」という。ゴン蔵曰く「天堂とキャラがかぶっている」が、当の月彦と天堂は仲がいい様子。
マミー編では、妹を人質にされて捕らわれ、ガイにその信頼を利用される。実力は馬場や京介にはやや劣るが、非常に高い潜在能力を有しており、マミーファミリー副ヘッドのボタンとの一騎討ちの際は、日本刀で斬り付けられながらも渾身の一撃で失神させた。
リーだら病編の登場時は、メガネをかけている姿も見られる。
宮沢悠一（ミヤ）
初登場6巻。リーダー保育園91期卒。タコス小学校リーダー的存在。通称「ミヤ」。血液型AB型。
見た目に反し気が強く、どんな相手にも挑んでいく勇気を持っている。カンが非常に鋭く、彼の言う“なんとなく”はハズレた事が無い。メガネが相当大切なものらしく「マミー編」でカー坊に海に放り込まれた際、メガネを無くした事をこだわって嘆いていた。
月彦の親友で、「マミー編」ではガイの変装した偽者の月彦を一番に見破った。
杉山京介
初登場6巻。リーダー保育園91期卒。ポテト小学校リーダー的存在。通称「京介」。血液型A型。
3歳の頃に猫を助けようと道路に飛び出し、トラックに轢かれそうになったところをトニーに助けられ、それからトニーと仲良くなる。強くて心優しいリーダーのトニーに憧れ、リーダー保育園に入園する。強すぎる正義感のため、仲間とぶつかることも多い。保育園に入りたての頃の確執が切っ掛けで、馬場とは腐れ縁。
マミー編では、悪へ堕落したトニーへの怒りから、単独で「マミーファミリー」のアジトへ乗り込んだ。闘いの最中、トニーに身体を手で貫かれ、精神的な痛みから数週間リーダー病院に入院した。その後、リーダー的な心を取り戻し、リーダーバッジをつけたトニーとの仲を取り戻す。絵が下手なトニーよりも下手。
才木つばき
初登場6巻。リーダー保育園91期卒。パンチ小学校リーダー的存在。通称「つばき」。血液型B型。
負けん気が強く、とても腕白で明るい性格である。順平と共によく行動する。
長谷川順平
初登場6巻。リーダー保育園91期卒。通称「順平」。血液型O型。
比較的無口だが、リーダーとしての資質は十分持っている。お笑いが好きで、1人で思い出し笑いをしているらしい。
馬場宏美
初登場7巻。リーダー保育園91期卒。カール小学校リーダー的存在。通称「馬場」。血液型O型。
身長2m近い巨漢でパワーも強く、その強さはボンチューに匹敵するほどと言われているが、戦績は1勝20敗（1勝はボンチューが誤って酒を飲んだ時に奪ったもの）。関西弁で話す。リーダーズの中でもたけしに次ぐギャグセンスの持ち主でもある。下の名前の「宏美」で呼ばれるのが嫌らしい。「馬場遠投」「馬場万力」など、握力を生かした技や関節技を得意とする。髪型は坊主頭。モービー編では髪を伸ばしていたが、（しまぶー曰く、色気付いていたらしい）どうせ髪のセットとかしない自分に気づき、また坊主頭に戻る。
「マミー編」では、トニーにやられて全治2ヶ月の病院送りになっていたが、何事も無かったかのように中盤からたけし達と合流し、京介を追ってマミーファミリーのアジトへ乗り込んだ。
「マミー編」以外にも、「ガッツ島編」「リーだら病編」などにも登場し、たけし全体を通しても比較的出番が多く存在感のあるキャラとなっている。「魔黒編」でブラックを倒した際、実際には500人くらいいたのだが、馬場の名前だけが覚えられている。
頬に火傷痕のようなものがあるが、後に親がバーバリアンのいけにえになった際に儀式で火傷させられたものである事が作中で触れられている。
トシちゃんとケンジ
マミー編でリーダー保育園卒業生が集う宿舎でたけし達と同じ宿舎にいたためガイに襲撃されず無事だった元園児二人。

### マミーファミリー
「リーダー合宿」にて、えんチョーからその存在を明かされた、ポッポ町の隣のカール町を支配する巨大ギャングチーム。一応少年達だけで構成されている筈なのだが、明らかに大人（というか中年男性）に見える構成員が多い。年齢構成は7歳から14歳（14歳を超えると引退）で、人数はおよそ800人。組織はマミーを筆頭に、ナンバー2、四天王、ナンバー5、幹部クラス（総勢200名）、末端構成員の順で構成されている。他には「黒豹」という特攻チームが存在する（後にマミーファミリーから独立）。たけしはずっと「シルバニアファミリー」と呼んでいた。団員曰く「泣く子ももっと泣く」。構成員はマミーファミリーのシンボルである「M」の文字のタトゥーを体にほどこしており、階級によって位置が異なる。四天王は胸、幹部クラスは額、末端構成員は具体的な説明はないものの両肩のようである。

#### 構成員
マミー
初登場7巻。「マミーファミリー」をまとめる総ヘッド。小学5年生。血液型AB型。
月彦を人質に取るなど非道なやり方でリーダーズと戦うが、真剣勝負においてもボンチューと並ぶほどの実力を持つ。「マミー編」においてボンチューに倒されて以来ボンチューをライバル視し、徐々にボンチューと行動を共にすることも多くなっていく。顔に大きな傷を持っている。
人間離れした脅威の握力と、毒針攻撃や騙し討ちなどの「ひねくれた」戦闘スタイルが特徴。小学生であるにもかかわらず飲酒習慣があるらしく、テキーラ・サンライズが好きだと本人は語る。「丸くなった」といった言葉を受けとキレたことがある。
当初は全身に刺青を彫っていたが、「魔黒編」前に無くなった（「後に手術で取り除いた」とされるが、スクリーントーンが無くなったためらしい）。
過去にバーバリアンのいけにえにされた事があり、家族や当時よく通っていたラーメン屋のオヤジが犠牲になった。しかし、マミーによると家族が犠牲になった事自体は特に何とも思っていないらしいが、喧嘩友達でもあったラーメン屋のオヤジが殺された事に対してバーバリアンに強い憎しみを覚えており、自分をいけにえにしたC3（実際はC3の姿をしたC0）に復讐する事を考えていた。
トニー
初登場7巻。リーダー保育園88期卒。バッジ取得者。小学4年生。血液型A型。
「マミーファミリー」で、マミーに次ぐナンバー2の位置にいるが、実力はマミーより上。「歴代リーダーの中で最もリーダー的」と称され、京介がリーダー保育園に入るキッカケとなった人物。たけしのばあちゃん登場以前のキャラの中では最強キャラ。
リーダー保育園卒業後に行った「和田町」の荒んだ状況でリーダーとして戦ううちに、「全てを救えない」という現実に直面し、挫折する。「和田町」の抗争を治めた後、リーダーバッジを「墓場」に捨て（が、その時バッジには傷一つ付かなかった）、悲しみと絶望と自殺願望の中でマミーと出会い、その「生命力」に惹かれ行動を共にした。
「マミー編」では、バッジを付けたたけしと出会い、かつての自分と重ね合わせ戦い、敗れる。その後、再びバッジを胸につけ、リーダーとしての自分を取り戻す。えんチョーの家に引き取られたようで、その生活の様子が後に出てくる。
スポーツも勉強も抜群、聞き上手と称される。絵は下手。
カー坊（村上勝也）
初登場8巻。「マミーファミリー」の元メンバー。マミーファミリーが支配するカール町の隣のソラ町を1人で支配している。中学1年生。血液型B型。
かつてボンチューと複数のチームとの抗争に紛れてボンチューを倒そうとしたが、どさくさに紛れて顔に大きな傷を受ける。そのことからボンチューを逆恨みしていた。ボンチューに挑むが完敗する。「マミー編」でも相手にしたかったボンチューがその場にいなかったというだけでキレそうになる。
欲しいもの以外は全く相手にしない主義（マミー曰く「トンカツ定食はトンカツしか食べず、おでんは卵とちくわしか食べない」）。かつて「魔人」という呼び名を持っていた。息は（それだけで攻撃技「魔人ブレス」になるほど）臭い。他に、手を組んで振り下ろす「魔人アタック」、これをフェイントとして手を急に開いて左右から相手を押し潰す「魔人クラッシュ」の技を使用。単行本8巻の強さランキングによると、実力は馬場に少し劣る位の模様。
仲間内からも恐れられる存在だったようで、ボタンがマミーから彼を呼ぶように言われた際は乗り気でなさそうだった。また、カー坊の姿を目の当たりにしたナンバー5の1人は尋常では無く怯えていた上に彼に張り手で壁に叩きつけられ気を失った。
マミーファミリーを抜けた後もマミーとは兄弟分の関係が続いている。「魔黒編」では片腕をハンマーにして参加し、対戦相手だったオレンジと戦うがハンマーを食べられてしまい惨敗、肉体を溶かされ死亡（後に復活）した。復活後は泣きながらマミーに感謝していた。
ボタン
初登場7巻。「マミーファミリー」の副ヘッド。小学5年生。血液型O型。
色黒（もともと色白なのだが、貫禄を出すため日サロで肌を黒く焼いている）で鋭い刀を持つ男。剣をうまく扱う。目の切り傷は、動物園で「ライオンの赤ちゃんを抱いていた際に引っ掻かれた時に出来たもの」だと履歴書内で語っている。月彦に勝負を挑むが、重傷を負わせたものの、敗れる。
元メンバーのカー坊には頭が上がらないらしく、再会早々「殴っていいか？」と言われたり、月彦に負けた際は倉庫の外に投げ飛ばされる等、カ―坊から受けている扱いは悪い模様。
後にカー坊とコンビで出てくる。テレビドラマ『牡丹と薔薇』の主人公「牡丹」と自分を照らし合わせている。

#### マミーファミリー四天王
ガイ
初登場7巻。変装と暗殺術を得意とする男。月彦に変装し、リーダー達を油断のうちに全滅しようとするが、ミヤに見抜かれる。
ミヤ、つばき、順平の3人を1人で相手しても優勢に戦えるなど、普通に戦っても相当の実力がある。ボンチューが登場しダムーとピースの2人を倒された後、たけしと対戦することになり、劣勢となる。逃走するが現れた馬場に簡単に止めを刺され、さらにたけしに屁を顔面にかけられ本拠地を話した後また馬場に殴られるなど散々な目に遭う。
掛け声は「ヘイヘイ」。
ピース
初登場7巻。ドスの利いた声の持ち主。ボンチューに毒を塗った釵を突き刺すが、全く効かず返り討ちに遭い、ソプラノの断末魔を上げる羽目となりパンチで吹っ飛ばされた。
ダムー
初登場7巻。長く鋭い爪で相手を切り裂き攻撃する。あんどれとかんどれを襲ったことでボンチューの怒りを買い、一撃で倒される。四天王のなかでは最弱で、単行本8巻の強さランキングでは四天王の中で唯一ミヤより弱い（つばき、順平よりは上）。
ピエロ
初登場7巻。「四天王最強」を自負しているが、回想で馬場に２コマで倒される。ただし単行本8巻の「強さポイント」では確かに四天王中一番である。後にマミーが街中で偶然出会ったしまぶーに雑な扱いをされた際に、しまぶーを殺す目的で他のマミーファミリーのメンバーと共にマミーに呼び寄せられた。

#### ナンバー5
四天王の次に位置する5人組。初登場時は天井にぶら下がる形で立っていた。ミヤ、つばき、順平の3人を前にした末端構成員達は彼らの登場に歓喜した。その後部下達と共にミヤ達にほぼ全滅させられ、最後に残った1人がカー坊によって張り手で吹っ飛ばされ、カベに激突して気を失った。

#### 黒豹
マミーファミリーが誇る最強の特攻チームで、チーム名の通り黒豹をペットとしている。基本的にペットの黒豹は獲物を追跡するだけで戦闘には参加しない。メンバーは全員が面と黒い全身タイツを身につけている。また、メンバー全員が長年の戦闘によって痛みを感じなくなっているとのことで、馬場の攻撃をまともに食らっても平気だった。メンバーの戦闘能力は四天王を遥かに上回るが、ボンチューによって全員倒された。その後、マミーファミリーから独立したらしい。

### モービー編
シシカバ
初登場11巻。ガッツ島にやって来たたけし達が、海岸に潜む怪物達を倒している所を見て現れた謎の男。一見人間の姿をしているが、手を刃に変形させ、伸縮させる能力を持つ。
その正体は、ガッツ島最強の存在とされる「ガッツ神」であり、その姿はマリオに似た巨大な獣。外見や素性から見て、野生的な生活を送っているように見えるのだが、実際にはパソコンや携帯電話等、現代人とほぼ近い生活をしているらしい。
マリオとの戦いの後、モービーの配慮により人間の姿で蘇生した。その後「リーだら病編」にてたけしのために、瓶に詰めたモービーの血を持参して現れた。が、結果は「もっと死んだ」。
マリオ
初登場12巻。ガッツ島で無差別に殺戮を楽しむ「究極生物」。その正体はガッツ神・シシカバの弟。ガッツ島に住む他の生物には「モービーの血を独占し、近づく者を無差別に殺戮する戦闘マシーン」と言われている。
ガッツは20000を超えるとされ、たけし達と戦ったころには29050であった。
昔まだマリオが子供の頃、マリオは弱く兄・シシカバに守られながら暮らしていたが、ある時兄の言いつけを破り「ガッツ帯」と呼ばれる森林地帯に迷い込んでしまう。そこで怪物に捕まったところにシシカバが助けに入るが、シシカバが持病の発作を起こし、2人とも捕まってしまう。絶体絶命の状況で突如マリオが覚醒して敵を全滅させるが、病により余命いくばくも無かったシシカバは力尽きようとしていた。マリオはシシカバを助けるためモービーの血を貰いに行くが、血を大量に浴びたせいで精神に異常をきたしてしまい、「モービーの血を守って兄を待つ」という意識のみで存在し続ける事となってしまう。
最終的にはたけしに敗北した後、モービーとゴン蔵、たけし、馬場、リキのガッツの力でシシカバと共に人間の子供のような姿になる。その際ゴン蔵からは「オメーがあのバケモンだったなんて信じられんな…」と言われていた。その後は兄と共に平穏に暮らし、「リーだら病編」で兄とともに現れた際はかなり背が伸びていた。が、巨大化に加え暴走したたけしに一蹴された。
サボテン型の怪物（名称不明）
馬場と遭遇した怪物。ガッツ島に到着した当初の馬場よりかなり上回っている。全身のトゲに毒があるが、馬場が抗体を獲得するため体液を飲まれたことによって、馬場のガッツが上昇、逆転され敗北。この後測定された馬場のガッツが760であるため、サボテンの数値はそれ以下である。
ブロル
初登場11巻。モービーの巣までの3つの関門の一つ、「闇の寝室」に住む「音獣」という一つ目の怪物。ガッツ島に住む「魔物」と分類される生物の中では唯一おとなしく、自ら他の生物に危害を加えることがない。眠ることが好きで何もなければ何十年でも寝ているというが、非常に神経質でわずかな音にも反応して目を覚ます（呼吸音や心臓の鼓動でも目を覚ましかねない）。一度目が覚めると自身の安眠を妨害したものには容赦せず、戦闘では大声で爆風を引き起こしたり相手の苦手な音を発して動きを止めるなど「音獣」らしく音を使って戦う。激戦の末、耳の良さを逆手に取ったたけしの「リーダー子守歌」で再び眠りに付いた。終盤ではたけしとゴン蔵に再び起こされた。
ゲルババ
初登場12巻。モービーの巣までの2つ目の関門、「産声の橋」に巣を作り「ガッツ島の空の番人」と呼ばれる3つ首の怪鳥。ガッツは6500（ブロルのかるく3倍）。右の口からは炎、左の口からは氷、中央の口からは稲妻を吐くことができる。「産声の橋」に数千匹の雛がいるため、マリオの脅威があっても島を出ることなくペペに雛の餌を運ばせ巣を守っている。
マリオに何匹も雛を殺されているため、マリオを倒そうとするシシカバ一行に協力する。空を飛んで骨身の門まで運ぼうとするがガッツ帯上空でマリオに襲われ、ペペに雛を託して死亡した。
第2回人気投票では15位に入っていた。
ペペ
初登場11巻。ゲルババの子分のような存在の怪鳥。本人曰く猿鳥。当時ガッツ760であった馬場よりは弱い様子。馬場を騙してゲルババの雛の餌にしようとした。ゲルババの死後は「産声の橋」に戻り雛を守っている。
ルルカ
初登場12巻。モービーの巣までの最後の関門、「骨身の門」を超えた先にある城にすむガッツ島の守護神。6本の腕と8枚の羽を持ち、全身は毛で覆われている。長い髭を生やした威厳ある巨体と守護神の名にふさわしいガッツ（10000）を持っていたが、「自らのガッツを大きく削り、手で触れた対象のガッツを3倍にする」（体臭は6倍になる）という奥義をたけし、ゴン蔵、馬場、シシカバの4人に使ったため体は縮み、ガッツは8になってしまった。なお、12巻「読者の部屋」にて、「『奥義』を四人に分散させずに一人に集中すればガッツが81倍となり、マリオを圧倒できた（たけしの場合ガッツ250000に達する）ではないか」という指摘があったのだが、同じ投稿者によって「（たけしの）体臭が1296倍になり、マリオを倒せても人類が破滅する」というオチが付けられ、島袋も同意している。
彼の用意した「ルルカスーツ」はマリオ相手にまったく役に立たず（ルルカ曰く「大抵の攻撃は跳ね返してくれるじゃろう」と言っていたが作中では攻撃を跳ね返した描写は全く無い）、リキにまで「最悪」と言われてしまった。
リキ
初登場12巻。3つの顔（正面の顔の目が左右の顔の目と繋がっているため目は4つ）と4本の腕を持つ男で、ルルカの執事。ガッツは6300で、誕生日は6月5日。ルルカの皮膚でできた衣（それ自体が高いガッツを持つ）を纏っている。
ルルカに「ガッツ島一のスピード（本人は宇宙一と言っている）は役に立つ」と言われたが、マリオにはまったく敵わずにやられてしまった。
モービー
ガッツ島に伝わる、「あらゆる生命力の源」と言われる血を持つ伝説の生物。龍の姿をしている。モービーの血は浴びると強大なガッツを得る事が出来るが、そのガッツを制御するには強大な精神力を必要とする。子供の体で血を浴びたマリオはこれに耐えられなかった。
モービーがいると言われる場所にはマリオしか居らず、モービーの血と思われるものは地面から湧き出すマグマのようなものであったが、実はガッツ島そのものがモービーの背中である事が判明した。当初は髭が生えていたが次の回では消されていた。
栗本さん
ガッツ島編の後日談を描いたショートギャグにシシカバの敵として登場した（少なくとも見た目は）普通のオッサン。しかしそのガッツは凄まじく、85000を数える。その凄さに思わずシシカバが「あなたほどの人が、ガッツ島編で一体どこに…？」と聞くと、「ずーーーーっと見ていた」らしい。また、どうやら島の中ではかなりの古株らしく、モービーとルルカ共々たけしのおばあちゃんに鍛えてもらったらしい。

### 世界最強コンビ決定戦
その名の通り世界最強の「コンビ」を決定する格闘大会。

#### 決勝進出チーム
ボス＋1
たけし&ゴン蔵チーム。名前の由来はゴン蔵が勝手に決めたものだが、それでもエージ曰く「マシなネーミング」。
テキーラサンライズ
ボンチュー&マミーチーム。名前の由来はマミーの好きなカクテルの名前。
スマイルアクティブ
月彦&宮沢チーム。賞金を寄付するためにチャリティー参加したリーダーズチームの一つ。
リンスinシャンプー
馬場&京介チーム。リーダーズチームの一つ。たけし曰く「一番『ない』ネーミング」。どちらがリンスでどちらがシャンプーなのかは不明。
ロッキー&ロバート
読んで字の如し。元々は島袋が作品前半で考えた「サイコーのキャラクター」。予選・決勝共に卑怯でせこい戦いをする。ワキ毛ボーボー。「空中モランコ」なる協力技をもつ（実際はただの組体操）。たけしたちとの戦いではその発展形、空中モランコの状態で回転しながら鉄球を投げまくる「スピンモランコ」という技も披露している。
ヘルスメイツ
ユンケル&サムソンチーム。
ソードハンマー
元マミーファミリーのカー坊&ボタンのチーム。マミーへの復讐のため、新兵器「ハンマーアーム」を引っ下げて出場した。
デビル・ブラック
ブルー＆オレンジチーム。「魔黒」と書かれた謎の札を持つコンビ。ある目的のために人間界に現れる。

#### 予選脱落コンビ
ゲーセンボーイズ
あんどれ＆かんどれチーム。ボンチューと組み損ねた「余り者」の二人がなし崩し的に組んだコンビである。予選でオレンジに「溶かされ」死亡したが、後に生き返る。
コンソメパンチ
つばき＆順平チーム。リーダーズチームの一つ。ゲーセンボーイズとともに殺害されたが、後に生き返る。

### 魔黒編
パレット
魔黒界の王子。リーダー保育園第90期卒。リーダーバッジ取得者。血液型A型。生まれつき正のエネルギーと負のエネルギーの両方を持っていたため魔界の掟により殺されるはずだったが、「この世のあらゆる物体や能力の性質を絵の具のように混ぜ、操る」脅威の魔力を秘めていることが判明し、父のブラックに狙われる。母のクリアにより人間界へ逃がされるが、触れたものの命を蝕む悪魔の力のせいで人間達から迫害を受け、栄養失調で死に掛けていたところをエリーに救われた。卒園後、自分を人間界へ送った母の真意を知るため再び魔黒界へ戻る。
魔黒編終了後もかなりの戦闘力を保持しているようであり、安藤仁一はC7ではなくC8の姿でパレットに致命傷を与え「ザコにしては骨があった」とパレットを評している。
エリー
リーダー保育園第90期卒。血液型O型。正義感が強く優しい性格で、瀕死状態だったパレットを自分の命を顧みずに救出し、以来無二の親友となる。たけしからは「前園」と終始言い間違えられていた。
チャコ
魔白界に住む自称3000歳の魔導師。血液型O型。瓶底のぐるぐる眼鏡をかけている老婆の悪魔。かつて魔黒族同士の争いに巻き込まれたせいで子供を亡くしており、今でも魔黒の連中を快く思っていないため、たけし達に肩入れし助力する。毎日朝五時半に起床。
ガーちゃん
巨大なカエルとトカゲを掛け合わせたような外見をした怪物。魔白界でたけし達を食らおうとして返り討ちに遭う。チャコと共に暮らしており、彼女を母親のように慕っている。彼のオシッコは「ガーちゃん水」というお酒でできていて、味も美味しいらしい（その日の体調ごとにアルコール度数が変わり、絶好調の時はドンペリのピンクが出ることもある）。たけし達を魔灰界まで送った直後、ピンクに殺される。その後、魔黒樹からのエネルギーで復活。
ブラック
魔黒界の王にして、パレットの父親。血液型O型。他人の魔力を、相手の額に角を突き刺すことにより「奪い取る」魔力を持つ。パレットの秘められた魔力を目覚めさせ自分のものにするために、正のエネルギーを持つリーダーバッジをリーダー達から奪うよう魔黒十二闘士に命じる。
父と母は戦争に巻き込まれ、妹は異端児（悪魔は生涯で一人しか子供を産まないのに生まれたため）として殺害され、さらには愛した女性であるシェイナを自身の無力さが原因で失ってしまい、それ以降力を信奉する暴虐な帝王と化し、魔黒界を支配してきた。その過程でクリアと再会し、息子パレットを身籠させる。
自身の「奪い取る」魔力で他の魔王たちの魔力を奪い取り戦争に勝ち続け、勢力を広げていったが、息子を愛したクリアの反逆により野望は頓挫。パレットの魔力を奪い取ることで魔黒樹を消し去り、魔黒界の頂点に立とうとするも、たけしたちによってその野望は再び頓挫することに。
たけしに敗れ去った際に、自身が本当は何を求めていたのかを思いだし、自分がやってきたことは何だったのかと苦悩、自らを「孤独で愚かなちっぽけな存在」と卑下する。
最後は奪ったパレット魔力で自らの「存在」を「命のエネルギー」に変換することで、自害同然に息絶える。しかしその最期に愛した女性と再会し、自分が本当は孤独ではなかったことを理解した。
ブルー
魔黒十二闘士の1人。血液型A型。メンバーの中では最も冷静な常識人であり、実力者。触れた物体を粉々に「爆破」する魔力を持つ。帽子を被り、全身に刺青を入れている。油断して魂レベルを落とした直後にトニーの捨て身の一撃を食らい、瀕死状態に陥ったことで魔黒樹に吸収されるも後に復活。帽子の下はスキンヘッドで、マミー曰く「ハゲヤロー」と呼ばれる。ギャグ復活の大乱闘ではたけしの攻撃にも油断しやすいような一面もあった。履歴書によるといちごパフェが好物で映画の吹き替えの声優の声に詳しいとの事。
オレンジ
魔黒十二闘士の1人。血液型B型。触れた物体を「溶かす」魔力を持つ。常に楽しそうに笑っており、遊ぶことと食べることが好きという子供のような性格だが、無邪気ゆえに好戦的で残酷な一面も持っている。ボミー（マミーとボンチューの融合体）に敗れ、その直後魔獣に食われるが後に復活。
容姿が『HUNTER×HUNTER』のヒソカに似ていると突っ込まれていた。更に履歴書によるとカニの身を取り出すのが上手で（結局は殻も全部食うらしい）、目が細いのにシャンプーが眼に入ってしまうので銭湯に行く時は自分のシャンプーハットを常に持参している。
レッド
魔黒十二闘士の1人。血液型B型。物体を「石化」する魔力を持つ（メデューサにも勝つ自信有り）。オレンジ以上に残忍な殺害狂で、最強コンビ決定戦の試合会場にいたエージ達や観客を皆殺しにした。本人曰く歯ごたえのあるものしか食べないので食べ物は石化させないと美味しく感じないらしく、履歴書でも豆腐が大嫌いと公言している。また、履歴書のブルーのコメントによると将来は保育士を希望しているらしい。
パープル
魔黒十二闘士の1人。血液型O型。ボンデージ風の服を着た女性の悪魔。自分と同程度の強さを持った「（架空の）魔物を同時に100体まで生み出す」魔力を持ち、ボミーを圧倒した。自分勝手なオレンジやレッドとはそりが合わない模様。履歴書のデータでは特技はサーカスでアレグリアに入団するのが夢とある。
ホワイト
魔黒十二闘士の1人。どんな怪我も元通り「回復・修復」する魔力を持つ（ただし死人には無効）。
グリーン
魔黒十二闘士の1人。手刀で物体を「切り刻む」魔力を持つ。長髪の男。たけしの不意を突いて瀕死に追い込むが、たけ蔵（たけしとゴン蔵の融合体）に倒される。その後、ブルーやオレンジ同様復活する。
ピンク
魔黒十二闘士の1人。物体を「齧る」魔力(?)を持つ。一つ目で顔に手足が付いている風貌で、たけしからは「顔男」と呼ばれている。ガーちゃんを惨殺し、激怒したスーパーたけしに倒される。その後はブルー達同様復活した。
イエロー
魔黒十二闘士の1人。2つの首を持つミイラのような容姿をしており、全身に巻いている紐を駆使して攻撃する。特にトニーを憎んでいて猛攻を食らった後、魔黒城では捕らわれたトニーに「目的がすんだら地獄を見せてやるからな」と攻撃した。
グレイ
魔黒十二闘士の1人。ローブを被った老人の悪魔。他人の魔力を「解読」する魔力を持つ。戦闘要員ではないようで前線に出ることはなく、ブラックの秘書のように振舞う。恍惚な表情を見せる。
ブラウン
魔黒十二闘士の1人。魔力を披露することもなく、戦闘シーンもほとんどなかったため目立たない存在だった。イエローと一緒に行動していた。
ゴールド
魔黒十二闘士の1人。島袋曰く、彼とシルバーはブラックに次ぐ実力者だったそうだが、パレットの護衛に付いた直後、魔獣に1コマで瞬殺された。
シルバー
魔黒十二闘士の1人。ゴールドと共にパレットの護衛に付くが、魔獣に瞬殺される。
魔獣
魔黒樹が魔黒ホールから出る負のエネルギーを吸い過ぎたことで生まれてしまった最凶の化け物。理性を持っておらず、殺戮行為のみを繰り返す。しかしパレットの魔力によって「負のエネルギーを受け付けない」という特色を「薄め」られてからはかなり地味な存在になった。その後ブラックがパレットの魔力奪い、その力で別の姿に変えられた。
クリア
魔黒界の女王にして、パレットの母親。血液型B型。生涯ただ1人の子供である（悪魔の女は一生に1人しか子供を産めないため）パレットを深く愛していた。あらゆる攻撃を吸引する「バリア」の魔力を持つ。ブラックの企みを阻止するため、パレットを人間界へ逃がし、自ら「魔黒樹」となって魔力の源である魔黒ホールを塞ぎ、以後魔力の使用には制限がかかるようになってしまった。その目的は魔界の戦いに終止符を打つためと思われていたが、本来の目的はパレットが優しい人間に出会えるよう、人間界の負の感情を吸い上げることだった。全てが終わった後、雪のような塵と化して魔黒ホールを完全に塞ぎ、負のエネルギーを根絶した。
シェイナ
クリアの姉。家族を失い、行き倒れていたブラックを助け、彼と愛し合うようになる。魔黒界での戦争に巻き込まれ、命を落とした。
彼女の死により、ブラックは力への妄執に囚われ、暴走を始めることになってしまった。

### りーだら病編
脳たけし
たけしの体内に存在する「もう一人のたけし」で、姿は赤子だが、全ての臓器たけしを統括する役目を持つ。最初は病気持ちの当人と疑われたが、ゴン蔵の「俺のことどう思ってる？」の返答に「元チェキッ娘」と嘘偽りない輝く瞳で「訳は分からんが、たけしらしいリーダーっぽい答え」をし、「病気のはずのこいつがリーダー的な解答をするのはおかしい」と判断したゴン蔵により、疑いが晴れる。
右脳たけし
脳内に存在し、左脳たけしと共に脳たけしを護衛する役目を持つ。コロシアムを模してある脳内にギリギリ収まるほどの巨体で、怪力の持ち主。たけしが日常生活で右脳ばかり使っている関係で、膨大な仕事量を処理する為に巨体になったらしい。左脳たけし曰く「手加減を知らない」。ゴン蔵をいち早く脳たけしの元へ辿り着かせるため、馬場が戦闘を買って出る。が、脳たけしの病気疑惑が晴れてからゴン蔵が戻ると二人で輝く瞳でドミノ倒しに興じていた。
左脳たけし
脳内に存在し、右脳たけしと共に脳たけしを護衛する役目を持つ。フェンシングの剣を武器として所持しており、その道の達人で理知的。たけしが日常生活で全く左脳を使わない関係で仕事量が非常に少なく、本人曰く「全たけしの中で僕が一番ヒマかも」と漏らすほどである。ゴン蔵と馬場をいち早く脳たけしの元へ辿り着かせるため、月彦が戦闘を買って出る。が、脳たけしの病気疑惑が晴れてからゴン蔵が戻ると二人でデビューを目指そうと路上ライブをしていた（バンド名は「ゆじゅ」、追っかけは他の臓器達）。
せき髄たけし
脳内に存在し、体で起きた事を脳に伝え、脳の命令を体に伝える神経の架け橋の役目を持つ。本当の病気の原因で、「リーダーは必ず模範的かつ強くなければならない」というプレッシャーに負けて発症していた。幻覚を見せたり、他人の脳に影響を与える能力を持つ。それにより、脳たけし以外の全てが影響を受けた。たけしのおばあちゃんの降霊術による父・ヒロシの説得により快復。発症時は右脳たけしと同等の大きさであったが、快復後の本体は虫程度の大きさ。サングラスをかけて悪さを増しているが、その奥の瞳はとてもキラキラしている。
たけし血球
血液内に存在し、全ての血球を統括する役目を持つ。故に、常に血まみれである（本人曰く「普段血」で、友達の結婚式の時はさらに出血量を増してオシャレにしていた）。怪我した部位に血小板を送り込んで治療する能力も持っていて、ピー助という肉食のペットを飼っている。初めて聞くことを「何回も言ってきた」、「何千万回も同じ事を言わせるな」などと誇張する癖があり、愛車は4人乗りの「血チャリマッハ2.0」。
アナルたけし
肛門に存在し、たけしの便を統括する役目を持つ。末梢部分の為、たけしの病気には気づいていなかった。胴体部分が便になっているが、これは自在に変えられる様子（ゴン蔵らに初めて会った時は普通の体型だったため）。
膵臓たけし
膵臓を統括する役目を持つ。たけし血球によると、脾臓たけしと並んで、たけしの体内では最強らしいが、2人共左脳たけしには手も足も出ず、あっけなく敗北した。
脾臓たけし
脾臓を統括する役目を持つ。たけし血球によると、膵臓たけしと並んで、たけしの体内では最強らしいが、2人共左脳たけしには手も足も出ず、あっけなく敗北した。

### 天上界編
モンモン
カンソー村の女戦士。血液型B型。お天気の神様になって雨期が全くこない村を救おうと試験を受けるために天上界にやってきたのだが、実は同じお天気の神様を目指し天上界へ行ったきり行方不明になった姉・ネルネルを探すため。
ネルネル
カンソー村の女戦士で、モンモンの姉。血液型A型。お天気の神様になって雨期が全くこない村を救おうと試験を受けるために天上界にやってきた。天上温泉によって生命エネルギーを奪われていたが、天生樹の葉を食べて復活した。
雷神
天上界に居を構えるお天気の神様。血液型O型。元々は人間（天上界初の人間出身）で、同郷の婚約者であるぶらん子に青空を見せたいが為に神様となった。元々は風神・水神と3人組アイドルユニットでCDも5枚出すほどだったが、人間（＝ゴン蔵）が引き金のある事件をきっかけに原形を留めないほどの醜悪な外見（元の姿も劣らず不細工）となり、それ以来人間を憎んでいる。
風神
雷神・水神とは旧知の仲の神で、実力は天上界でもトップに位置する。血液型A型。
水神
雷神・風神とは旧知の仲の神で、実力は天上界でもトップに位置する。血液型AB型。
ドドル
雷神の側近で、唯一の理解者。血液型A型。天上界に面接に来た受講者の合否を判別するが、実際は息を吹きかけて鬼フグの巣に落としていた。雷神の数少ない理解者の一人。鬣の中に手を持つ。
鬼フグ
面接に不合格となった者を餌とする怪物。ネルネル曰く、「生命エネルギーを取られる前の私でも勝てるかどうか分からない」ほど強い。ゴモラの息に彼が好む臭いが含まれており、それを頼りに敵を判別する。実は中学生で、茂原第三中学の2年生。
空中ぶらん子
雷神と同郷の婚約者。雷神と離ればなれになってから寂しさが募り、何度も「会いたい…」と手紙を出したが受け入れてもらえず、婚約は破談。今回の事件の引き金の一人でもある。現在、別の夫と子供3人に囲まれて幸せ一杯に暮らしている。
ジョージ・ハヌスン
カンソー村の隣のヌレヌレ村に住む14歳の少年（見た目はどう見ても中年）。カンソー村共々旱魃に苦しめられてきた。本編では写真と名前しか登場しないが、たけしが雷神をボコボコにする際に「ジョージの怒り！」と言っていることから、たけしとは個人的に付き合いがあるらしい。

### マメマメタイガースメンバー
マメ市にある少年野球団。全国1位の実力を持つが、チームワークが悪いために3位止まりである。

#### 8軍メンバー
相馬 剛（つよし）
初登場5巻。マメマメタイガース8軍キャプテンでエース。8軍のため地元のマメ市では練習する場所を与えられず、ポッポ町のグラウンドを無理やり奪っていた。たけしの野球の才能を見て、一緒に1軍と戦って欲しいと頼んだ。元々はピッチャーだったが、たけし達が加わり、9番ショートになった。なかなかの才能で、1軍のピッチャーマイケル山本から3塁打を打った。初登場時は偉そうな態度を取っていたが根は優しい性格であり、エージが三振して落ち込んだ時も責めることなく励ました。たけしからは「さとし」と呼び間違えられていた。
肉メン
マメマメタイガース8軍メンバー（6番セカンド）でもあった。そのとき、作者としてはどうでもいいキャラだったらしく、マイケル山本からデッドボールを当てられて死亡（と言われたが実際は生きている）。その後もしばしばモブに混じっていた。
忍介とへー介
８軍メンバーの一人。たけし達の加わった後もサブとして加わっている。

#### 1軍メンバー
マイケル山本
マメマメタイガース1軍エース。小学生ながら、170キロの速球を投げる豪腕ピッチャー。投げた試合は全て完全試合で、大リーグからオファーが来ている強者。しかし我が強く毒舌で、チームの雰囲気を悪くすることもある。8軍との試合を通して「1人」で野球をやっていた自分の傲慢さに気付き、仲間を信頼することを学んだ。
豆王
マメマメタイガース1軍キャッチャー。実はマメマメタイガースの監督であり、そのことを隠して試合に臨んだ。8軍との試合を組んだのは、1軍のチームワークの悪さという欠点を克服させるのが目的であった。「スポーツはワンプレイで流れが変わることがある」と言う言葉を日頃教訓としている。
ホセ
マメマメタイガース1軍レフト。100mを2秒で走る、放送委員長曰く「宇宙人」。
ピーター
マメマメタイガース1軍ファースト。マントらしきものを羽織っている。
カルロス
マメマメタイガース1軍ショート。マスクらしきものをしている。打率六割五分。
ビル
マメマメタイガース1軍ライト。打率8割のパワーヒッター。（当時）来月誕生日を迎える9歳の小学4年生。髭があるためゴン蔵曰く「どこが１０歳だ」。柄の悪い1軍メンバーの中では、良識的な人物。
ベーダ
マメマメタイガース1軍センター。放送委員長曰く「どっから見ても悪魔超人！　人を50人ぐらい殺してそうな感じです！」な顔らしい。実際性格も凶悪で、卑怯者である。ゴン蔵の腕にわざとボールを当てピッチャーを降板させたが、直後にそれを見破った豆王から鉄拳制裁を受けた。
イエロ
マメマメタイガース1軍サード。帽子のつばが千切れていて目が覗いている。あまり目立たない存在で、放送委員長も紹介のコメントが見つからなかったほど。
トーレ
マメマメタイガース1軍セカンド。サングラスをかけている。試合中にマイケル山本とケンカし、根に持って守備の役目を放棄してゴロを取らなかった。
佐々岡
元マメマメタイガース1軍キャッチャー。マイケル山本とバッテリーを組むのに嫌気が差し、チームから脱退した。

### バーバリアン
最終エピソードに登場した本作最後の敵陣営。トニーが知る中で「最も非道で最悪なチーム」。バーバリアンと関わった者は「いけにえ」とされ、「大切なもの」を全て失う。「いけにえ」では儀式が行われるが、内容はターゲットには一切手を出さず、ターゲットの大切な人達を目の前で拷問など残虐の限りを尽くす卑劣極まりないものである。「いけにえ」にされた場合、ターゲットが自害すれば通常は「いけにえ」の対象から外されるが例外も存在する。

#### メンバー
※Cはキャラクターを意味する。C0を除けば、基本的に大きい数字のキャラクターほど強い。様々な顔をコピーできるC0の存在をカモフラージュするためバーバリアンには複数の「安藤仁一」が存在しており、C0以外は安藤仁一を名乗っているだけの別人である。C0は他のCに変身して行動できるので、登場シーンでのCが本人であるとは限らない。本物の安藤仁一がC0で、普段はC7の姿で活動している。
安藤仁一(C0)
バーバリアンのリーダーにして安藤仁一のオリジナル。一人称は「オイラ」。血液型はA型。普段はC7として行動する。
相手の全て（顔、声、戦闘力など）をコピーすることができる能力を持つ。そのため、その素顔は実の弟であるC3しか知らない。この能力は、凄惨極まりない幼少時代の境遇・経験により「他人への強い羨望」が原動力となって目覚めたもので、マミーなどといった「（安藤にとって）羨ましい」とは思えない人物はコピーすることができない。素顔は病気と虐待によって腫れあがっており、この顔が原因で親から更に虐待を受けていた。コピーする為には素顔の状態で対象を見る必要がある。
幼少期から父親に虐待を受け、母親からは育児放棄されコジキのような日々を過ごしていた。それでも自分を慕う弟だけは唯一の「家族」であり救いであった。そんな中、豪邸に住む少年が家族に囲まれて誕生会を開いているのを目撃する。その際に抱いた強烈な羨望によってコピー能力に目覚め、安藤仁一は少年の容姿を手に入れた。そして万引きや放火などの悪事を働き、少年にすべての罪を押しつけた（後に、少年の棲んでいた豪邸は何者かの放火によって全焼してしまった）。恵まれていた人間が不幸になる瞬間を味わったことで己の存在意義を確立し、以後は「人生に恵まれている者」を狙って活動し、バーバリアンを立ち上げ「いけにえ」を始める。
最終巻では並みいるリーダーたちを打ち倒し、最後に駆けつけたたけしと一騎討ちを繰り広げる。当初はたけしに分があったが、悪人である自分すらも思いやる彼を「羨ましい」と思うことでその姿と力をコピーすることに成功。たけしの目を潰して優位に立つ。しかし、たけしを思う仲間たちの声援によって動きを見切られ、激戦の末に敗北した。安藤仁一はたけしの姿と力こそ得ていたが、仲間だけは得ることができなかった。
戦闘後、バッジの生命エネルギーで顔が治癒され、コピー能力を失う。バーバリアンの解散を約束し、弟と共に刑務所に出頭した。
安藤仁一C1
顔、C1本人共に未登場。詳細は不明。
安藤仁一C2
若い男。全国に顔が割れているため、普段は老人の姿に変装している。えんチョーとはかつての抗争時に因縁がある。再戦したえんチョーには歯が立たず、追い詰められた所をC5に助けられるも、直後にC5と共にブルーに倒される。
安藤仁一C3
安藤仁一の実弟。血液型B型。兄安藤の素顔を唯一知っている。兄からは「仁」と呼ばれており、実は両親が怠ったために名前も戸籍も存在していない。
凶暴で、女性に対して性的暴行を働くなど極悪非道な性格の持ち主。反面、兄弟の絆は強い。マミーにとっての宿敵だが、彼はマミーを覚えていない。
「安藤仁一」（兄）の名前で刑務所に入っていた。その真相は、先の抗争時に兄によって保護させられていたというものである。つまり過去編のC3はC0であり、C3はマミーとは面識がない。
実力は馬場や京介、そしてマミーファミリーを一人で倒し、ボンチューのノーモーションの攻撃すら軽々と回避するほど。しかしバンチューには手も足も出ず、C6に助けられ難を逃れる。出所直後から好き放題してリーダー達に狙われており、「いけにえ」中はアジトで大人しくしてろという言いつけを聞かずに参加しようとして兄に殴り倒されるが、兄にとっては彼を前線に出させないための措置であった。その後、兄とたけしの最終決戦を見届ける。
安藤仁一C4
ロン毛でバンダナを巻いている。ノコギリが武器。「いけにえ」では儀式が好きで、リーダー全員が「いけにえ」のターゲットになった事から手間がかかる儀式は省略される事になったが、やはり儀式をやりたいとボンチュー、マミー、トニーに狙いを定めた。過去に安藤C0の素顔の横顔を一瞬見てしまった為、左眼球をくり抜かれている。過去にバンチューを「いけにえ」のターゲットにして家を放火、彼の娘（ボンチューの妹）であるメグを殺害した張本人。ボンチュー、マミー、トニーを同時に相手して圧倒するほどの実力があるが、前述の出来事を自身の手柄として喋ってしまい、怒り狂ったボンチューに逆に圧倒され倒された。
安藤仁一C5
後ろ髪が若干ドレッドヘアーのような髪形になっている。2回目に登場した時は顔が変わっていた。ほとんど出番がなく、登場してすぐにC2と共にブルーに倒される。
安藤仁一C6
顔に火傷のような痕があり、スキンヘッドでサングラスをしている。両目をくり抜かれており盲目。バンチューに倒される。倒される前に、バンチューにバーバリアンの情報を聞かれた際は、嘘偽りなくすんなり喋った。過去は不明ながら大切なものをすべて失っているなど、何らかの形でいけにえの犠牲になったことを示唆する描写がある。バンチューからは、目が見えていればもっといい勝負ができただろうと言われていることから、C3よりも遥かに上の実力を有している。
安藤仁一C7
安藤仁一が普段から行動する時の顔。劇中ではほとんどの場面でC0がC7として行動している。コピー元のC7は全く登場せず、正体は不明。
準最強クラスの実力を持ち、並みいるリーダー達を一蹴してのけ、魔黒十二闘士ですらかつての魔力があったとしても敵わないと言うほどだが、たけしのおばあちゃんとヒロシにはやや劣る。バンチューを始め多くのリーダー達に一撃で致命傷を与えた。
安藤仁一C8
C7よりも強い。容姿や実力がたけしの父・ヒロシと同じ。その正体はヒロシの遺体であった。安藤との戦いで死亡するも死してなお、妻子を守りたいという思いから生きる屍となった。しかしその力に眼をつけた安藤によって利用されてしまった。これが「安藤仁一C8」の正体である。パレットを倒した際はC8の姿になっており、雑魚にしてはだが骨があったと評していることから、C7の姿では少し手間取る相手であったことが窺える。

### その他のキャラクター
島袋が言うところの「インパクトを出すために出した脇役達」。
茨木
単行本1巻で「リーダー道場」を経営していたが、実態は詐欺。元々は名門不良チーム「クラブイバちゃん」を率いていたが、ボンチューと闘った際にその強さに惚れ込み、バックに付くのを要求した。ボンチューが倒された後、たけしから彼を唆して詐欺の片棒を担がせたことを指摘されると、開き直ったように肯定しさっさと逃げだしてしまった。「クラブイバちゃん」のメンバーはそのまま道場の講師として残った。リーダー道場倒潰後は、「エロのスペシャリスト並びに研究家」として名を馳せていた。モデルは編集の茨木政彦。
谷光
マミー編で団員に襲われる所をたけしとえんチョーに助けられる。作中たけしは本名で呼ばず「関根」と呼んでいた。リーダーに憧れている存在だったが、殴り合いの暴行に気持ちが揺らいでいたが馬場に諭された。その後は登場せず、だいぶはなれた天上編で番人になり雷神とぶらん子の関係をたけしに話した。その後再び登場しなかった。
ボブ石井
たけし達がしまぶーのペン軸の材料となる「パンチラの樹」を探しに沖縄に行く途中で出会った男。「困っている人達に何もせずに指をくわえてみてるのが好き」という卑屈な性格をしており、逆に強面で迫られたらこれ以上ない笑顔で受け答える。見た目がぼろい自家用機を持っており、ベルトも右手首に固定するだけの粗末なもの。しかしその性能はすさまじく、ボタン一つで宇宙まで行ける（ただし、その間は操縦不能）。沖縄独特の異国感に簡単に影響され、沖縄に付いた途端1コマおきに外見が変わった。沖縄の暑さにやられて、熱中症により死亡。17歳。
キャプテン・ジョリー
自称海賊。『ONE PIECE』の愛読者で、今を「大海賊時代」だと言って聞かない。指名手配されているが、懸賞金が2B（ベリー）と激安（ルフィは10000Bからスタート）で、誰にも狙われたことがない。だがフザけた半面、とても義理堅い一面を持ち（本人曰く、「海の男は義理堅い」らしい）、昔苛められていた所を助けてもらった亀にお礼を言うために亀が住む千年島を探す旅に出ている。「なるへそ」が口癖で、勘が50回に1回しか当たらない。また用途不明の「ぬもんちゅがぁ～」という言葉をよく発する。
亀
千年島に住んでいる亀。本人曰く「『鶴は千年 亀は万年』の通り万年生きており、万年も生きればそりゃ変わりもする」という理由から、マッチョなオッサンの頭に小さい甲羅がお情け程度にくっ付いている状態になっている。「…じゃ～ん？」、「ムカつく～」など若者言葉を巧みに操る。
竜王
千年島を竜宮城の主。亀曰く、「本気出したらモービーより強いかもしれない」実力の持ち主。感性がすべて逆（一般的に不細工な物が彼にとって美しい等）で、悪口を言われれば言われるほど「褒められている」と解釈して上機嫌になる。しかし一度彼を褒めるとマジ切れして、24時間の長いお説教が始まる（しかし中身は一切なく、「無礼講だからって言っていいことと悪いことがあるだろ？」をただ延々と繰り返すのみ）。
乙姫
竜王の妻。亀曰く、「たった一人竜王に勝てる人物」。竜王も彼女を恐れており、どうやらカカア天下のようである。竜王にとって、とても美しく愛らしい笑顔の裏で愛情たっぷりのお仕置きを施す妻（つまり、化け物のごとく醜い、強烈なニラミを聞かせて怒る妻）。

## 用語解説

### リーダー関連
リーダー／リーダー的存在
本作品のキーワード。「リーダー本部」という組織によって統括・組織化されており、各地に散らばって慈善運動を行っているようだが、その全容には不明な点が多い。
リーダーバッジ
最高のリーダーだという事を証明するバッジ。円形で、黄色地に黒で「リ（片仮名）」と書かれた単純なデザイン。リーダー保育園で、その年度で最も「リーダー的」だった園児に贈呈される。単なるメダルやトロフィーのように「賞を表す」物ではなく、リーダーとしての過酷な運命を背負う者の証である。不思議な鉱物で出来ており、リーダー的「気」によって強度が変わる。
リーダー的「気」が弱いと紙クズのように簡単に穴が空くが、強ければたとえ銃弾や鋼鉄の刃、強酸でも壊れず、持ち主を常に守る。また、持ち主の「魂」を高める効果も存在する。
旧コミックスの投稿コーナー「読者の部屋」にて、掲載者への景品としてグッズ化した。
バッジの墓場
リーダーバッジの重みに耐え切れなくなった者がバッジを捨てに行く場所。鋭く尖った岩が多数突き出ており、そこにバッジを突き刺す（前述の通り、完全に心の折れたリーダーのバッジには簡単に穴が開く）。
リーだら病
リーダーが罹る病気。リーダー的存在であるが故に生ずるストレスの蓄積が原因。脳内のリーダー信号が遮断され、「一時的に死んだ」後、破壊本能のみに支配された状態で目を醒ます。治す方法は複数存在し、代表的なのは「ショック療法」。
リーダーぱぷひむにゃ
上記のリーだら病の予防薬・安定剤で、ウ○コの形をした錠剤。リーダーバッジ獲得者に配布され、定期的に飲むことが義務付けられている。
リーダーマスター
強さ・優しさ・人望など、リーダーとして必要な物全てを完璧に備えた正に「リーダーの中のリーダー」。リーダーバッジに宿る「正義の力」を全て身体に取り込み、自由に操ることで奇跡のような能力を発揮する。この世に一人しか存在することができず、たけしのおばあちゃんがそれであったが、過去を乗り越えたたけしが新しくマスターの称号を受け継いだ。マスターでなくなった彼女は突如外見が老け込んだ（ただし実力は不変であり、しかもいつのまにか治っていた）。

### 地域名
ポッポ小学校
たけし達が通う小学校。一見普通の学校だが、運動会や学芸会、球技大会等の様々な行事が行なわれる（それぞれ「三大スポーツイベント」「三大文化イベント」「三大クラス発表会」などと呼ばれ、「三大」が付いている。また、前述の「よくある」イベントばかりでなく、「いい顔日」などの訳の分からない物も存在する）。また、音楽室の名前が「世紀末な音楽室」、給食室の名前が「やめられない!とまらない!給食室」だったり、保健室が学校内ではなく、約5キロ離れた山奥にあったりと、ムチャクチャな学校。
校歌
1. 春の日差しが やる気を奪う 今日の日直 グッピー死んでるぞ 年貢を減らせ×3 ポッポ ポッポ ポッポ小学校
2. 夏の臭いに 舌打ちが出る 理科室の水は 飲んではいかん とし子結婚しよう とし子×3 ポッポ ポッポ ポッポ小学校
3. 秋の夕日に風邪ぶり返す 今日の掃除は俺じゃない 飲むなら乗るな 乗るなら飲むな 飲むなら乗るな ポッポ ポッポ ポッポ小学校
4. 冬の北風 カツラを飛ばす 体育館の天井 ボールがあるぞ 娘を返せ×2 とし子を返せ ポッポ ポッポ ポッポ小学校

春・夏・秋・冬の4番まであるが、本編には2番までしか登場していない。読者有志が作った3番以降の歌詞は旧16巻のおまけページに掲載されている。
ポッポ町
たけし達の住む町。大概の話はこの町で進む。
マメ市
ケンカチーム「マミーファミリー」や、野球チーム「マメマメタイガース」の本拠地がある市。空港がある。「へるスィー」の側近・サムソンもここで生まれた。
ハト村
ゴン蔵が生まれた村。リーダーズの1人「月彦」が通う「ハト小学校」がある。「週刊少年ジャンプ」が一日遅れで入荷する、コンビニが夜中閉まるなど、他の地域と比べ明らかな田舎。
カール町
リーダーズの1人「馬場」が通う「カール小学校」がある町。
タコス町
リーダーズの1人「ミヤ」が通う「タコス小学校」がある町。たけしのクラスメイトである「ミク」の姉は、その町でスリ師をしているらしい。作者の読み切り「凄絶!!タコス駅西口」に登場した地名で、同作品では凄まじく治安の悪い「日本のスラム街」だったのだが、本作でどうなっているのかは不明。
ポテト町
リーダーズの1人「京介」が通う「ポテト小学校」がある町。カール町と隣同士。
ソラ町
「カー坊」が1人で支配している町。マメ市と隣同士。
和田町
正式には「キャンディー市和田ドロップ町」。トニーがかつて戦っていた町で、日夜あらゆる犯罪が行われ荒廃した「暴力と血の雨の降る町」。警察等の治安組織は影も形も無く、交番だった建物にはチンピラが寝泊りをする有様で、その劣悪な環境は何人ものリーダーを挫折させ、マミーですら「近付きたくない」、カー坊はトニーが和田町と関わっていたと知った途端びびるなど（人間の世界では）作品史上最も恐ろしい場所。
トニーが現れた時には「1階」から「20階」までのランクが付けられた犯罪者のチームが覇権を争っており、危ういながらも秩序が保たれていた。しかし「5階」のチーム「ネリネリ」をトニーが一人で壊滅させたことにより力のピラミッドが崩れ、和田町は戦国時代へと突入してしまった。
最終的にはトニーによって町中のチンピラや組織は全て倒され、争いが沈静化した様子。
トニーに倒された「2階」のチーム「トウトウ」のヘッドが安藤という名前だが、バーバリアン編に登場する安藤との関係は不明。
ポッポ神社
たけし達が初詣に行く神社。かつて「学問の神」と「健康の神（＝へるスィー）」が祀られていたが、学問の時代になって行くにつれ「健康の神」は相手にされなくなったため、誰も来ない高い所に祭壇を移されてしまった。それ以来、へるスィーは学問の神を逆恨みしていたと言われている。「健康の神」の祭壇は、「健康階段」と呼ばれる非常に長い階段を登った所にある。
たけしたちによって、後にへるスィーの祭壇は人気スポットとなり、へるスィーは子供と遊び過ぎて腰を痛めていた。
利井田産婦人科
たけしが生まれた病院。「利井田」は、「リーダー」に因んである。
リーダー保育園
たけしを始めとするリーダーズの出身保育園であり、全国に点在するリーダー養成施設。卒園の日に、一番リーダー的だった者にリーダーバッジが贈呈される。たけし達91期生は黄金時代と呼ばれる。「リーダー祭」と「ゆうぎ祭」という行事が行われる。
ポッポ湯
ポッポ町にある銭湯。昔は温泉が出ていたが、数年前の「何か」が原因で水脈が詰まっている。風呂は、男湯、女湯、ジャニーズ、番頭の茂じい専用に分けられている。「何か」の正体はたけしが数年前に湯船の中でした巨大なウ〇コであった。

### 亜空間
魔界
魔族が存在する場所で、中心にある「魔黒ホール」から噴出される負のエネルギー（人間界における人間の怒りや憎しみ）に満ちている。その為、普通の人間は生きたままでは入れず、魂とならなければ入れない。その場合、精神力が強い者のみ「具現化」してその姿を留めることができる。そうでなければ普通の人魂型となり、早く他人と融合しなければ死んでしまう。リーダーバッジの持つ正のエネルギーによってある程度中和できる。魔界でも負のエネルギーが弱い外側（人間界に近い）順に魔白界・魔灰界・魔黒界となっており、ブラックやパレットなどは魔黒界に居を構えている。
魔界の住人である「悪魔」は一人一人が固有の「魔力」を持っていて、負のエネルギーを糧としてそれを使うことができる。各地の魔王軍が争っていた時代には無限に魔力を使うことができたが、魔黒樹が負のエネルギーの大半を吸収するようになってからは、悪魔達はしばしば「魔力切れ」を起こすようになってしまった。なお、負のエネルギーは同時に悪魔の生命の源でもあるともされていたが、実際はただ単に「魔力」の源でしかない。
たけし達の戦いの末に、崩壊した魔黒樹によって魔黒ホールが完全に塞がれ、負のエネルギーの源流が断たれた。パレットいわく、これから負のエネルギーが減れば生身の人間も入れるとのこと。
天上界
風神・水神・雷神などの天候の神たちが住む場所で、地上界の天候を決定している。

## パロディ
- SLAMDUNK
同作の単行本2巻に「桜木花道」や「流川楓」など主要キャラのユニフォームを、ポッポ小学校の生徒達がバスケ試合をする時に着用した。たけしは山王高校のユニフォームを着ていた。
- ドラゴンボール
随所に見られる。目立ってあからさまなのはスーパーたけしやリーダー波。
- ONE PIECE
連載されたのが1週違いということもあり、台詞でもこの作品並に売れたいなと発言する場面がある。
- ボボボーボ・ボーボボ
ボーボボが作者の澤井と共に登場し、島袋から「澤井君はイケメンなのに、ボーボボは凄い顔だな」という台詞まである。

その他、『花さか天使テンテンくん』、『HUNTER×HUNTER』など、ジャンプ作品のキャラクターがモブキャラクターとして多く登場している。

## 書籍情報

### ジャンプコミックス
- 全24巻（打ち切りのため未完）
  1. 「リーダー誕生!!」1997年12月29日発売 ISBN 978-4-08-872508-6
  2. 「あの日のリーダーバッジ!!」1998年4月8日発売 ISBN 978-4-08-872543-7
  3. 「初もうで大決戦inポッポ神社!!」1998年6月9日発売 ISBN 978-4-08-872568-0
  4. 「へるスィーの祈り…!!」 1998年8月9日発売 ISBN 978-4-08-872593-2
  5. 「ファインプレイ…!!」1998年10月7日発売 ISBN 978-4-08-872618-2
  6. 「悶絶!リーダー合宿!!」1998年12月8日発売 ISBN 978-4-08-872641-0
  7. 「全面対決開始!!」1999年3月9日発売 ISBN 978-4-08-872682-3
  8. 「バッジの行方!!」1999年5月5日発売 ISBN 978-4-08-872711-0
  9. 「理想ふたたび…!!」1999年7月7日発売 ISBN 978-4-08-872734-9
  10. 「ハード・心・レッスン!!」1999年9月8日発売 ISBN 978-4-08-872760-8
  11. 「ガッツ島のシシカバ!!」1999年11月9日発売 ISBN 978-4-08-872785-1
  12. 「さよならガッツ島…!!」2000年1月12日発売 ISBN 978-4-08-872809-4
  13. 「幸せの魔法!!」2000年3月8日発売 ISBN 978-4-08-872837-7
  14. 「めざせ!千年島」2000年5月6日発売 ISBN 978-4-08-872862-9
  15. 「目指せ最強コンビ!!」2000年7月9日発売 ISBN 978-4-08-872886-5
  16. 「突入!魔黒界!!」2000年10月9日発売 ISBN 978-4-08-873018-9
  17. 「魔黒王動く…!!」2000年12月9日発売 ISBN 978-4-08-873044-8
  18. 「涙のリーダーお別れ会!!」2001年2月7日発売 ISBN 978-4-08-873072-1
  19. 「ハイテンションで“あけでとー”!!」2001年5月6日発売 ISBN 978-4-08-873109-4
  20. 「恐怖!!リーだら病!!」2001年8月8日発売 ISBN 978-4-08-873146-9
  21. 「ウソつきキムモー!!」2001年11月7日発売 ISBN 978-4-08-873185-8
  22. 「ビックリ雲の上!!」2002年1月10日発売 ISBN 978-4-08-873208-4
  23. 「いい顔で勝負!!」2002年4月9日発売 ISBN 978-4-08-873246-6
  24. 「“バーバリアン”!!」2002年7月9日発売 ISBN 978-4-08-873281-7

### ワイド判／ジャンプ・コミックスデラックス
- 全13巻（完結）
  1. 2004年8月4日発売 ISBN 978-4-08-859456-9
  2. 2004年8月4日発売 ISBN 978-4-08-859457-6
  3. 2004年9月3日発売 ISBN 978-4-08-859458-3
  4. 2004年10月4日発売 ISBN 978-4-08-859459-0
  5. 2004年11月4日発売 ISBN 978-4-08-859460-6
  6. 2004年12月3日発売 ISBN 978-4-08-859461-3
  7. 2005年1月5日発売 ISBN 978-4-08-859462-0
  8. 2005年2月4日発売 ISBN 978-4-08-859463-7
  9. 2005年3月4日発売 ISBN 978-4-08-859464-4
  10. 2005年4月4日発売 ISBN 978-4-08-859465-1
  11. 2005年5月2日発売 ISBN 978-4-08-859466-8
  12. 2005年6月3日発売 ISBN 978-4-08-859467-5
  13. 2005年12月2日発売 ISBN 978-4-08-859468-2

### 集英社ジャンプリミックス
- 全13巻（完結）
- 2008年、集英社ジャンプリミックス（全13巻）発売に合わせて3年振りに書き下ろし漫画が描かれコミックスに収録される。